# Filipe José Freire Temudo Barata

2:3 Flagge des Gouverneurs

Filipe José Freire Temudo Barata (* 24. August 1919 in Estarreja; † 25. April 2003 in Lissabon) war ein portugiesischer Offizier, Kolonialverwalter und Politiker.

## Wirken
Barata absolvierte 1938 einen Artillerielehrgang an der Heeresschule und danach einen Waffeningenieurskurs an der Escuela Politécnica del Ejercito in Madrid. Ab 1942 war er Leutnant der Artillerie. Ab Januar 1956 war Barata in der Nationalen Fabrik für Kleinwaffenmunition tätig, doch im Februar 1959 bot man ihm an, der neue Gouverneur von Portugiesisch-Timor zu werden. Am 22. Juni 1959 traf Major Barata in der Kolonialhauptstadt Dili ein und übernahm die Amtsgeschäfte von Oberstleutnant Manuel Albuquerque Gonçalves de Aguiar, dem von der Regierung beauftragten (portugiesisch encarregado do governo) Gouverneur. Der letzte Gouverneur César Maria de Serpa Rosa hatte schon im Vorjahr sein Amt abgegeben. Nur vier Tage vor dem Eintreffen Baratas war die Viqueque-Rebellion niedergeschlagen worden. Von 1961 bis 1963 war Barata zusätzlich Oberbefehlshaber der Streitkräfte der Kolonie. Am 9. April 1961 versuchte das Bureau de Luta pela Libertação de Timor (BLLT) einen Aufstand gegen die Portugiesen in Batugade, scheiterte aber. Unter Barata wurden der Hafen und die Strom- und Wasserversorgung wiederhergestellt, die im Zweiten Weltkrieg zerstört worden waren. Ebenso wurden Schulen, das Krankenhaus und Brücken wieder aufgebaut. Baratas Amtszeit in Timor endete am 3. Februar 1963. Ihm folgte Brigadegeneral Francisco António Pires Barata als „von der Regierung beauftragter“ Gouverneur, bis zum Eintreffen des neuen Amtsinhabers José Alberty Correia im selben Jahr.
Von 1965 bis 1974 war Barata Repräsentant für Timor im Überseerat. 1969 vertrat er die Regierung bei der Cabinda Gulf Oil und 1971 war er Verwalter bei der Explosivos da Trafaria. In der X. (1969–1973) und XI. Legislaturperiode (1973–1974) des portugiesischen Parlaments war Batara Abgeordneter für Portugiesisch-Timor. In der X. Periode gehörte er den Kommissionen für Verteidigung und Überseeangelegenheiten an, in der XI. war Barata dritter Vizepräsident. Es waren die letzten Jahre der portugiesischen Diktatur, dem Estado Novo.
Nach der Nelkenrevolution war Barata von 1976 bis 1981 Aufsichtsratsvorsitzender des Armeebetriebes Fabris und Berater des Instituts für Nationale Verteidigung. Von 1981 an war er bis 1984 Präsident der Indústrias Nacionais de Defesa (deutsch Nationalen Wehrindustrie, INDEP) und schließlich von 1986 bis 1989 Präsident der Explosivos da Trafaria.

## Familie
Barata war der Sohn von José Marques Pereira Barata und Maria dos Prazeres da Silveira Brandão Freire Themudo de Ver.
Mit seiner Ehefrau Maria Lígia de Figueiredo Picanço de Leão Miranda hatte er fünf Kinder.

## Auszeichnungen
Barata erhielt am 5. Juni 1962 den Ritterorden von Avis und am 29. Juni 1963, im Range eines Obersts der Ingenieure, den Orden des Infanten Dom Henrique mit der Stufe eines Großoffiziers.

## Veröffentlichungen
- Barata, F. T.: Timor contemporâneo: Da primeira ameaça da Indonésia ao nascer de uma naçao, Equilíbrio Editorial, Lissabon 1998.